# Vass Levente
Vass Levente (Budapest, 2007. október 12. –) magyar autóversenyző.

## Pályafutása

### A kezdetek
Levente 2013-ban kezdte el bérgokartozással pályafutását, amikor családjával először látogatott el egy gokartpályára. Gyakran versenyzett a Vácon és a Budaring pályáin, ahol egyre komolyabban érdeklődött a versenyzés iránt.
Elsőként klubbajnokságokban indult, ahol korai versenyzői tapasztalatokat szerzett. Hosszú ideig hobbi szinten gokartozott, majd 2020-ban már kompetitív országos bajnokságokban, mint az Országos Amatőr Gokart Bajnokság és a Hobby Cart Kupában, is részt vett jó eredményeket elérve.

### Sikerek és kihívások
2022-ben Levente három CEE Rotax fordulón is indult, de ezek egyikén sem ért el értékelhető helyezést. Nyáron részt vett az ország egyik legelismertebb bajnokságának, a GTC regionális bajnokságának fordulóin, a Visontai Black Star Speedway pályán. Az első versenyt pole pozícióból indulva megnyerte, és kategóriájában az első helyen végzett, összesítésben pedig a második helyet szerezte meg. A második fordulóban összetettben harmadik, kategóriájában pedig első lett. A bajnokság utolsó fordulóját elsőnek elhalasztották, és végül nem tartották meg, de ezek az eredmények elegendőek voltak ahhoz, hogy Levente a regionális bajnokság Visontai ágának bajnoka legyen.
A Sopronban szervezett finálén Levente egy műszaki hiba miatt a harmadik helyről a falbacsapódott és visszaesett, az utolsó helyről csak két helyet tudott visszahozni. Az év hátralévő részében a Hungaroringen is pályára állt, ahol további tapasztalatokat szerzett.
2023-ban a Binhaus Racing égisze alatt kezdte meg a szezont a Hungaroringen, ahol az országos bajnokságokon is jó eredményeket ért el. Édesapja, Vass János, mint vendégversenyző is jelen volt ezekben a versenyeken. 2023 szeptemberében a Driving Camp-en is elindult, ahol egy büntetés miatt hátrasorolták a mezőnyben.

### Formula 4
2024-ben Vass Levente a Nemzetközi Automobil Szövetség (FIA) által szankciónált Formula 4 CEZ bajnokságában jelenleg tartalékpilótaként van jelen. Az idei év folyamán kiutazik a bajnokság versenyeire tesztjeire, és együtt dolgozik a csapatokkal, hogy minél több tapasztalatot szerezhessen a jövő évre, amikor a tervek szerint teljes szezont fog futni. Novemberben a bajnokság és annak promótere által szervezett akadémián fog részt venni, ahol négy napon keresztül a fizikai és mentális felkészülés, a média és promóciós feladatok, a csapatkommunikáció, a technikai ismeretek és a Formula 4-es autó vezetése kerül a középpontba.
| Szezon | Bajnokság     | Csapat | Verseny | Győzelem | Pole | Leggyorsabb kör | Dobogós helyezés | Pont | Helyezés |
| ------ | ------------- | ------ | ------- | -------- | ---- | --------------- | ---------------- | ---- | -------- |
| 2024   | Formula 4 CEZ |        | 0       | 0        | 0    | 0               | 0                | 0    | -        |